# Wetterauer Braunkohlerevier
Im Wetterauer Revier wurde zwischen 1804 und 1991 rund 70 Mio. Tonnen Braunkohle über und unter Tage gefördert und zum größten Teil im Kraftwerk Wölfersheim verstromt und verschwelt.

## Geschichte
Als zu Beginn des 19. Jahrhunderts im Horloffgraben Braunkohlevorkommen entdeckt wurden, erließ Großherzog Ludwig I. von Hessen-Darmstadt eine Verordnung, wonach Braunkohle für Heizzwecke gefördert werden sollte. Die Kohle war mit eineinhalb Millionen Jahren die jüngste je in Deutschland geförderte. Das Wetterauer Vorkommen erstreckte sich über eine Länge von rund 15 km in nordsüdlicher Richtung von Hungen bis Ossenheim. Die Mächtigkeit der Kohlelager betrug im Durchschnitt 9 Meter, sie lagen in einer Tiefe von 30 bis 40 Metern.
Das erste Braunkohlenbergwerk in der Wetterau wurde 1804 bei Ossenheim eröffnet. In den folgenden Jahren wurde Braunkohle im Tiefbau auch bei Bauernheim, Dorheim und Dorn-Assenheim gewonnen. Im Jahre 1842 wurden die ersten Gruben bei Wölfersheim und Weckesheim betrieben; 1873 folgte die Alte Grube bei Melbach. Im Kreis Gießen ging man im Jahre 1912 zum Tagebau; bei Wölfersheim wurde noch bis in die frühen 1960er Jahre im Tiefbau gefördert. Die Braunkohle wurde dabei im Untertagebau gewonnen und mittels Seilwinden zu Tage gefördert. Die Braunkohleindustrie prägte spätestens ab den 1920er Jahren die mittlere Wetterau rund um Wölfersheim nicht unerheblich.
Bis zum Jahre 1911 wurde die geförderte Braunkohle lediglich zu Heizmaterial in Form von Presssteinen verarbeitet. Ab 1912 wurde nach der Inbetriebnahme des Kraftwerks Wölfersheim auch dorthin Braunkohle geliefert. Nach dem Bau des Schwelkraftwerks in Wölfersheim 1927 wurde die Kohle ausschließlich für dieses Kraftwerk verwendet. Bis dahin waren bereits 8,6 Millionen Tonnen Braunkohle als Hausbrand und Industriekohle gefördert worden. Zwischen 1927 und 1982 wurden im Tagebau und im Bergbau 20,4 Mio. Tonnen gefördert. Nach dem Ende der Gruben bis zum Ende des Tagebaus wurden ab 1962 weitere 40 Mio. Tonnen Kohle verstromt.

### Abbau Unter Tage
Zwischen 1913 und 1962 wurden unter Tage in den Gruben der Unternehmen Hessen-Frankfurt AG (HEFRAG) und Preussen Elektra folgende Tiefbaugruben betrieben:
| Name                  | Lage                            | Betriebszeit | Kohle (Mio.t) |
| Grube Ludwigshoffnung | westlich von Wölfersheim        | 1913–1918    | 0,35          |
| Grube Wölfersheim     | nördlich Wölfersheim            | 1917–1934    | 1,16          |
| Grube Weckesheim      | süd-östlich Weckesheim          | 1917–1962    | 4,44          |
| Grube Gettenau        | zwischen Gettenau & Wölfersheim | 1919–1935    | 1,97          |
| Grube Melbach         | östlich Melbach                 | 1929–1937    | 0,50          |
| Grube Römerstraße     | zwischen Echzell und Wohnbach   | 1935–1962    | 4,56          |
| Grube Heuchelheim     | westlich Heuchelheim            | 1941–1962    | 3,37          |
| Grube Trais-Horloff   | nördlich Trais-Horloff          | 1947–1949    | 0,10          |
| Grube Weckesheim-SW   | nördlich Dorn-Assenheim         | 1949–1961    | 0,79          |
|                       | Summe Tiefbau                   | 1913–1962    | 17,24         |

#### Abbau im Tagebau
1962 wurde mit dem Tagebau II die größte und ergiebigste Abbaufläche (rund 3,9 Quadratkilometer) im Dreieck zwischen Echzell-Gettenau und den Reichelsheimer Stadtteilen Heuchelheim und Weckesheim aufgeschlossen. 1991 wurde die letzte Kohle gefördert und verstromt. Von 1962 bis 1991 wurden rund 40 Millionen Tonnen gefördert.
| Tagebau                              | Betriebszeit | Abraum:Kohle (Verhältnis) | Abraum (Mio. cbm) | Kohle (Mio. cbm) |
| Tgb. Wölfersheim                     | 1927–1943    | 2,4 : 1                   | 7,9               | 3,3              |
| Tgb. Trais-Horloff                   | 1940–1950    | 2,8 : 1                   | 6,2               | 2,2              |
| Tgb. I (Wohnbach)                    | 1961–1975    | 4,3 : 1                   | 45,1              | 10,5             |
| Tgb. II/III (Heuchelheim/Weckesheim) | 1962–1989    | 3,0 : 1                   | 53,0              | 18,1             |
| Tgb. IV (Utphe)                      | 1974–1984    | 4,8 : 1                   | 29,8              | 6,7              |
| Tgb. VI (Reichelsheim)               | 1981–1989    | 5,0 : 1                   | 12,0              | 2,1              |
| Tgb. VII (Dorn-Assenheim)            | 1988–1991    | 4,5 : 1                   | 6,8               | 1,2              |
| Summe                                | 1927–1991    | ∅ 3,7 : 1                 | 160,8             | 44,1             |

## Rekultivierung
1991 wurde der Tagebau wegen Unrentabilität und schlechter Energieeffizienz der Braunkohle aufgegeben. Die Flächen wurden rekultiviert und mit einer vorausschauenden und engagierten Ansiedlungspolitik gelang auch der Gemeinde Wölfersheim ein Strukturwandel. Man schuf bei der Rekultivierung des Reviers die Wetterauer Seenplatte, die aus Tagebaurestseen besteht. Diese gelten heute als Teil des bedeutendsten Biotops Hessens.

## Aufarbeitung
In Wölfersheim und Weckesheim gibt es Museen über die aktive Zeit als Braunkohlerevier. Das Energiemuseum in Wölfersheim zeigt einen aufgebauten Stollen mit Kohlewagen (Hunt), bestehend aus Originalgrubenholz, das sich unter Tage befand. Zu sehen sind die Arbeitsgeräte der Bergleute, Kleidungsstücke, aber auch verschiedene Kohlefundstücke, nicht nur aus der Wetterau. Im Dorfgemeinschaftshaus von Weckesheim gibt es ein kleineres Bergbaumuseum.